# Blessing in Disguise
Blessing in Disguise is een studioalbum uit 1994 van de progressieve-rockband Annie Haslams Renaissance. 
Na het uiteenvallen van de band Renaissance in 1987, vormden zangeres Annie Haslam en gitarist Michael Dunford onafhankelijk van elkaar opnieuw een band genaamd Renaissance, en maakten albums. Het album "Blessing in Disguise" verscheen zodoende onder de naam Annie Haslams Renaissance, om zich zo te onderscheiden van Michael Dunfords Renaissance, dat in datzelfde jaar het album "The Other Woman" uitbracht. 
Alhoewel er verder geen andere ex-leden van Renaissance meespeelden, was de muziek op het album zonder meer Renaissance, alleen veel minder aangezet. Velen beschouwen het echter als een soloalbum van Annie Haslam, in dat geval haar vierde. Haslam was net hersteld van borstkanker en pakte de draad weer op onder leiding van Ralph Rudd. Deze nieuwe man in haar leven, ze was eerder getrouwd met Roy Wood, leerde ze kennen via werk voor Pete Townsend, waar ook Phil Collins bij aanwezig was. Het was goed te constateren dat haar stem niet onder haar ziekte had geleden en ook stukken zuiverder klonk dan op de jaren 80-albums van Renaissance. Ze kon veel meer rust nemen en zodoende beter ontspannen; vandaar de titel van het album Blessing in Disguise (geluk bij een ongeluk).

## Musici
- Annie Haslam – zang
- Rave Tesar – toetsinstrumenten
- David Biglin – toetsinstrumenten, gitaar, zang
- Joe Goldberger – slagwerk
- Joe Sharone – toetsinstrumenten, gitaar, zang
- John Arbo – basgitaar

met medewerking van onder meer Tony Visconti (toetsinstrumenten) en Jordan Rudess (idem).

## Composities
| Nr. | Titel                                                              | Duur |
| --- | ------------------------------------------------------------------ | ---- |
| 1.  | Blessing in disguise (Haslam, Visconti)                            | 3:26 |
| 2.  | Pool of tears (Haslam, Visconti)                                   | 4:14 |
| 3.  | Love lies, love dies (Michael Dunford, Betty Thatcher – Newsinger) | 5:44 |
| 4.  | Can’t turn the night off (Mohawk, Chapman)                         | 3:23 |
| 5.  | In another life (Sorber/Gold, Pretipino)                           | 4:04 |
| 6.  | Raindrops and leaves (Roland, Rudess)                              | 3:21 |
| 7.  | Whisper from Marseille (Haslam, Visconti)                          | 3:46 |
| 8.  | I light this candle (Haslam, Visconti, Rudess)                     | 3:41 |
| 9.  | What he seeks (Haslam, Visconti)                                   | 4:36 |
| 10. | See this through your eyes (Haslam, Visconti)                      | 4:04 |
| 11. | The sweetest kiss (Gabriel Faure, Betty Thatcher - Newsinger)      | 3:30 |
| 12. | The children (of Medellin) (Haslam, Mick Rossi)                    | 3:32 |
| 13. | A new life (Haslam, Tesar)                                         | 4:42 |
| 14. | Afther the oceans are gone (Haslam, Biglin)                        | 4:34 |

Het vorige album dat verscheen onder de naam Annie Haslam droeg haar naam; het volgende was Live under Brazilian Skies.
Studio: Renaissance (1969) · Illusion (1971) · Prologue (1972) · Ashes Are Burning (1973) · Turn of the Cards (1974) · Scheherazade and other stories (1975) · Novella (1977) · A Song for All Seasons (1978) · In the Beginning (1978) · Azure d'Or (1979) · Camera Camera (1981) · Time-Line (1983) · Tuscany (2000) · The Mystic and The Muse (ep) (2010) · Grandine il Vento (2012)
Annie Haslams Renaissance: Blessing in Disguise  (1994)
Michael Dunford's Renaissance: The Other Woman  (1994) · Ocean Gypsy (1997)
Live: Live at Carnegie Hall (1976) · Renaissance Live at the Royal Albert Hall (1977) · BBC Sessions (1999) · Day of the Dreamer (2000) · Renaissance Unplugged (2000) · In the Land of the Rising Sun (2002) · Dreams and Omens (2008) · Renaissance DeLane Lea Studios 1973 (2015) · A symphonic journey (2018)
Compilatie: Tales of 1001 Nights (Parts 1 and 2) (1990) · Da Capo (1995) · Songs from Renaissance Days (1997) · Live & Direct (2002)